# حادثه بیتا
حادثه بیتا رویارویی بین شهرک نشینان اسرائیلی اهل الون موره و ساکنان فلسطینی اهل بیتا در نابلس در ۶ آوریل ۱۹۸۸ بود. در این درگیری، سه نفر کشته و چند نفر دیگر زخمی شدند.

## حادثه
این حادثه زمانی رخ داد که گروهی متشکل از ۱۵ نوجوان از شهرک اسرائیلی الون موره در ۱۰ کیلومتر (۶٫۲ مایل) شمال بیتا، در تعطیلات مدرسه عید پسح همراه با یک راهنما و دو نگهبان به نام‌های روم الدوبه و مناخیم ایلان به پیاده‌روی رفته بود. در حدود ۱۰ کیلومتری جنوب ایلان موره، در حالی که در زمینی متعلق به روستای بیتا بودند، با یک کشاورز به نام موسی صالح بنی شمسه مواجه شدند. پس از رد و بدل شدن کلمات، یکی از نگهبانان اسرائیلی به نام روم الدوبه، کشاورز را به ضرب گلوله کشت. سپس گروه به راهپیمایی داخل روستا ادامه دادند.
در داخل روستا شایعه شده بود که اسرائیلی‌ها آمده‌اند تا روستا را مسموم کنند. جمعیتی جمع شدند و با آن گروه مقابله کردند. ساکنان فلسطینی می‌گویند که نگهبانان با تیراندازی به حاتم فایز احمد الجابر ۱۹ ساله که به اسرائیلی‌ها نزدیک شده بود، این حادثه را تحریک کردند. گزارش‌های دیگر مادر موسی صالح را در حال پرتاب سنگ به آلدوبه توصیف می‌کنند. جمعیت سپس به کوهنوردان حمله کردند، نگهبانان را خلع سلاح کردند و اسلحه‌های آنها را نابود کردند. آلدوبه از ناحیه سر زخمی شد. تیرزا پورات ۱۵ ساله اسرائیلی اهل الون موره در این حادثه کشته شد. او اولین قربانی غیرنظامی اسرائیلی در کرانه باختری در جریان انتفاضه اول بود.

## پس از حادثه
گزارش‌های اولیه در رسانه‌ها حاکی از آن بود که تیرزا پورات توسط سنگ اندازان فلسطینی کشته شده است. نخست‌وزیر اسحاق شامیر در مراسم تشییع جنازه او شرکت کرد که در آن فریادهای «انتقام» و «بیتا را از روی نقشه پاک کن» شنیده می‌شد. روز بعد ارتش اسرائیل فاش کرد که او به‌طور تصادفی با شلیک اسلحه M16 متعلق به روم الدوبه، کشته شده است. در این گزارش آمده که گلوله به سر او برخورد کرده است. همچنین فاش شد که «جوانان شهرک نشین، به دستور بزرگان خود، گزارش‌های غیرواقعی ارائه کرده‌اند.» ارتش اسرائیل علیرغم اینکه از ابتدا می‌دانست چه کسی مسئول بود، ۱۵ ساختمان را در بیتا را بمباران کرد. آنها همچنین یک پسر شانزده ساله به نام عصام عبدالحلیم محمد سعید را کشتند و همه ساکنان بزرگسال مرد را دستگیر کردند که شش نفر از آنها بعداً تبعید شدند. روم الدوبی در اسرائیل به محاکمه کشیده شد، اما اتهامات به این دلیل که «آنچه اتفاق افتاده بود [به اندازه کافی] مجازات بود» لغو شد.
ژنرال دان شومرون، رئیس ستاد ارتش، بعداً گفت که روستاییان فلسطینی از اسرائیلی‌ها در برابر آسیب بیشتر محافظت می‌کنند.